# Germania (bok)
Germania är en skrift av Publius Cornelius Tacitus omkring år 98, som beskrev befolkningen i Germanien. Konrad Celtes utgav den för första gången i den tyskspråkiga världen omkring år 1500.
Antagligen använde Tacitus Plinius den äldres förlorade verk om de germanska krigen som källa, och möjligen även Poseidonios. Tacitus beskriver de olika germanska stammarna, bland andra suiones (kap. 44, 45) som vanligen har brukat anses vara en beskrivning av svearna, vilket i så fall skulle vara första gången de nämns i europeisk litteratur.
Tacitus beskriver i sin bok de germanska kvinnornas ovanligt starka ställning och deras mod och dödsförakt, om hur de eldar kämparnas mod och förbinder de sårade. Hustrun är, skriver han, mannens kamrat i både arbete och faror. Även i det nordiska hemmet hade husmodern mycket att säga. Hon var gift "till heder och husfrudöme, till lås och nycklar, till halv säng och en tredjedel i lösöret".
Germania anses inte på ett generellt plan vara historiskt tillförlitlig enligt moderna källkritiska kriterier. Bland annat eftersom Tacitus var präglad av en politisk agenda, samt att hans verk i viss mån besitter skönlitterär karaktär. Germania är dock skriven med stor detaljrikedom och har visat sig stämma förvånansvärt väl överens med fynd från senare tids utgrävningar.